# 郭倍宏
郭倍宏（1955年5月31日—），民間全民電視公司第3任董事長，台灣獨立運動人士，台南市人，美國台獨運動領袖之一，北卡羅來納州立大學土木工程碩士、博士，曾擔任台灣學生社社長、台灣獨立建國聯盟美國本部主席、臺大土木文教基金會董事長、宏昇營造董事長、建國黨決策委員、民間全民電視公司「民視顧台灣顧問團」常務顧問，為台獨聯盟突破黑名單闖關返台的重要人物之一。郭倍宏之妻張舜華是建國黨黨旗設計者。
2016年5月，郭倍宏出任民視董事長，接替田再庭。2019年3月，董事長職位被撤換。
2023年，代表喜樂島聯盟參選2024年第11屆立法委員選舉，未當選。

## 生平

### 早期
郭倍宏出身於台南市，台南一中畢業，大學時就讀國立台灣大學土木工程系，大三時曾擔任台大土木工程系學會會長，1977年畢業。服役時入陸軍工兵學校受訓，為第廿七期預備軍官。1980年10月赴美國留學，1981年入北卡羅來納州立大學攻讀土木工程碩士。郭倍宏在高中時期曾加入中國國民黨，並曾為司法行政部調查局線民監視校內團體；然而1979年高雄市發生美麗島事件，使他對國民黨有了重大改觀。
郭倍宏的阿姨丁窈窕在臺灣白色恐怖時期的1956年被槍決。作家林文義所著的書《菅芒離土：郭倍宏傳奇》於1989年發行初版時也記載郭倍宏有「校園特務半年」資歷，但1993年發行新版時刪除「校園特務半年」一詞。前法務部調查局臺北市調查處中山調查站調查員白瑄的著書《全民公敵調查局》認為，《菅芒離土：郭倍宏傳奇》1993年版顯然是郭倍宏親自重新校稿的版本，「刻意更改原始文件，幾近於偽造文書」。

### 美國時期
1981年郭倍宏到北卡羅來納州立大學時即因被「中國同學會」接去而參加其活動，在美國目睹中國同學會的惡行惡狀。1982年北卡州大改選中國同學會會長，郭倍宏參選卻遭到國民黨耳語攻擊，憤而退選。1982年10月，中國同學會誣指一份慶祝中華人民共和國國慶的海報是台灣同學會所張貼。郭倍宏和台灣同學會會長林國慶（現台大農經系教授）得知後，對中國同學會會長羅耀春及副會長周二南的行為感到不滿，遂決定張貼海報揭發國民黨校園特務的行為。
經過海報事件後，北卡大台灣同學會成為全美最活躍的學運團體，後來在郭倍宏四處演講、串聯下，逐漸形成全美台灣同學會。而在郭倍宏的奔走鼓吹下，於1983年8月參與創辦《台灣學生》雜誌，與李應元成立了台灣學生社，郭倍宏當選社長。
1983年6月，郭倍宏加入台灣獨立建國聯盟；1984年1月，當選台獨聯盟美國本部主席。
1989年3月，郭倍宏獲北卡羅萊納州立大學土木工程博士學位。

### 返台
隨著台灣解嚴與民主化，海外的台獨運動者不顧政府當局的黑名單，發起「鮭魚返鄉」運動返回台灣，郭倍宏也在這一波行動中返台。
1989年10月，郭倍宏偷渡返台，郭倍宏的台獨背景引起國民黨政府動用軍警情治系統搜捕，當局更提出懸賞獎金新台幣220萬元，國防部參謀本部參謀總長郝柏村甚至發出12張通緝令追緝郭倍宏，引起外界注目。11月22日晚上，在國民黨政府動用軍警在四周埋伏包圍，將通往台北市各大橋樑都有軍警在把關路檢下，郭倍宏公開出現於臺北縣中和市綜合運動場的盧修一、臺灣省議員周慧瑛政見演講會。就在簡錫堦要求現場燈光暗下來的那一刻，郭倍宏現身在演講台上召開中外記者會。郭倍宏面對上萬熱情群眾演講，表示這次闖關回台最主要的目的就是「推翻國民黨，建立新國家」。在演講完後，郭倍宏在底下群眾戴上「黑名單」面具下，順利脫逃成功，形成一股「郭倍宏旋風」。
1991年，隨著台獨聯盟本部遷回台灣運動，郭倍宏隨之返台，於機場被捕入土城看守所；1992年5月，因中華民國刑法第一百條修改，得到釋放。
1993年，郭倍宏參選民主進步黨台南市長初選，因不滿黨內初選制度因而退黨參選市長，與民進黨提名的蔡介雄競選，選舉結果國民黨的施治明當選。
1996年10月11日，建國黨公布組織架構與各委員會負責人名單，郭倍宏為決策委員之一。

### 出任民視董事長
2014年10月16日，民間全民電視公司成立「民視顧台灣顧問團」，郭倍宏為常務顧問之一。
2016年5月26日，民視董事會改選，第二任董事長田再庭舉手提名郭倍宏接任董事長，常務董事7人以4票對3票通過郭倍宏接任董事長；由於郭倍宏是宏昇營造董事長，宏昇營造是新北市林口區民視新總部大樓的承包商，民視部分董事及副董事長兼總經理陳剛信不滿郭倍宏沒做到利益迴避就當選董事長，陳剛信憤而口頭請辭。2016年5月28日，陳剛信證實已經口頭請辭，其他不願多言；民視副總經理許念台也證實，陳剛信已經口頭請辭，本月30日就不再進民視。2016年6月15日，民視顧台灣顧問團團長許世楷說，郭倍宏已辭去宏昇營造董事長職位且已無持有宏昇營造股票，宏昇營造施工的民視新總部正在請領使用執照，郭倍宏擔任民視董事長並無利益迴避的問題。
2016年9月1日，國家通訊傳播委員會（NCC）通過郭倍宏接任民視董事長；從本年5月26日民視董事會決議選出郭倍宏接任董事長，到9月1日NCC正式通過此案，足足有3個月時間；此因為前一屆NCC委員卸任在即不想處理此案，因此延宕至8月讓新上任的NCC委員來處理此案。

### 民視經營權事件
2016年郭倍宏出任民視董事長後，即從壹電視挖角《正晶限時批》主持人彭文正、李晶玉夫婦。彭文正揮別壹電視、加盟民視時在臉書上表示，《政經看民視》的新節目將於里約奧運會結束後的第二天（8月22日）晚間黃金八點檔開播，將堅持「公平、正義、正直、善良」，並明言要追求「公投、制憲、獨立、建國」。
郭倍宏曾說：媒體是第四權，要堅持新聞自由精神。民視不僅監督國民黨，也要監督民進黨等。民視不屬於任何政黨，它屬於台灣人民，尤其它當初是台灣民眾集資（買股票）建立的，更有一種特殊的使命！而2017年初郭倍宏曾說：咱台獨現在有三個電視台，民視、公視、華視。
2017年4月24日，《自由時報》上發生了激烈的廣告肉搏戰：一方是由五十位綠營中有聲望、有公信力的重量級人士發起，公開呼籲進行「台灣價值的保衛戰」；另一方署名「參與民視創辦的小股東」，以「屬於民視的，還給民視，還給台灣」為號召；雙方都是向佔六成的民間投資公司小股東招手。民視總經理王明玉原已親上火線，接受自由時報專訪對股東釋疑，但反郭派股東執意在5月份召開臨時股東會，因此雙方登報試圖向小股東表達訴求尋求支持。

### 倒郭派人士
- 陳清福

味王董事長，同時也是民視常務董事。無論是民視或是民間投資公司，味王前董事長穎川建忠都是第一大股東。穎川建忠是台灣青果大王陳查某的長子，台灣名叫陳建忠，四十多歲時歸化為日本籍。穎川建忠的三弟陳清忠是國民黨前主席連戰的親家。投資十多年來，穎川建忠都將民視的事交給他的代表人、現任味王董事長陳清福處理。
- 吳子嘉

美麗島電子報董事長。曾和立委郭正亮希望授權民進黨中執會根據蔡英文「維持現狀」論述，提出新黨綱，取代1991年黨綱第一條「建立主權獨立自主的台灣共和國」以及1999年《台灣前途決議文》、2007年《正常國家決議文》。
- 林崑海

三立電視董事長。2001年，他在時任高雄市長謝長廷的鼓勵下，以無黨籍身分參選立法委員，找來前高雄市議會議長、安鋒鋼鐵董事長朱安雄操盤，最後高票落選。林崑海落選後，情緒一度陷入低潮，爾後逐漸在謝系扶助下，變成南部的一股新政治勢力。2016年7月17日民進黨召開的全代會，在謝系相挺之下，林崑海所支持的高雄市議員出乎意料地當選中常委。此役之後，「海派」儼然成為民進黨的新興勢力，沒有黨籍的「海董」成了最紅的民進黨派系掌門人。
2012年三立電視董事長林崑海與總經理張榮華兩人討論《大話新聞》與鄭弘儀的事情已有很長時間，直到該年四月，海董同意讓大話新聞換人，三立高層則在五月間正式告訴鄭弘儀，大話新聞將全面改組。林崑海同意換掉大話新聞主持人鄭弘儀的部分原因和三立電視在中國的業務受阻有關；另一方面則是林崑海對部分大話新聞來賓有意見，包括介入民進黨選舉等情形。知情人士指出，「高雄方面(指林崑海)曾點名幾位大話新聞來賓，當事人自己也都聽過。」

### 介入華視人事案
現任公廣集團董事長陳郁秀與郭倍宏為多年好友。郭倍宏推薦其小姨子張瑞芬至華視擔任財務部經理。2018年1月華視總經理郭建宏被陳郁秀所主導的董事會免職，而郭建宏認為其原因為拒絕配合郭倍宏與陳郁秀將華視變成「台獨台」。

## 選舉紀錄
| 年度 | 選舉屆數               | 選舉區           | 所屬政黨      | 得票數 | 得票率 | 當選標記 | 備註 |
| ---- | ---------------------- | ---------------- | ------------- | ------ | ------ | -------- | ---- |
| 1993 | 第十二屆臺南市市長選舉 | 臺南市           | 無黨籍        | 25,925 | 7.43%  |          |      |
| 1998 | 第四屆立法委員選舉     | 高雄縣選舉區     | 建國黨        | 12,446 | 2.13%  |          |      |
| 2024 | 第十一屆立法委員選舉   | 高雄市第六選舉區 | FA 喜樂島聯盟 | 15,433 | 6.93%  |          |      |

## 延伸閱讀
- 劉明堂，〈不斷向體制挑戰的夢幻騎士〉，《台灣政壇明日之星》, 月旦編譯中心編, 台北：月旦出版社，1993年。
- 林文義，《菅芒離土：郭倍宏傳奇》, 台北：前衛出版社，1993年1月新版。

## 外部連結
- 北卡州大的「海報事件」 （页面存档备份，存于）, 台灣獨立建國聯盟
- 郭倍宏新聞網 （页面存档备份，存于） (郭倍宏-起造大高雄)
- 郭倍宏網站

| 喜樂島聯盟       | 喜樂島聯盟                                  | 喜樂島聯盟                                                     |
| ---------------- | ------------------------------------------- | -------------------------------------------------------------- |
| 前任： 無        | 總召集人 第一屆 2018年2月28日－2019年7月6日 | 繼任： 職位撤销 後開始籌備政黨，成立籌備委員會取代總召集人位置 |
| 前任： 無        | 秘書長 第一屆 2019年9月－今                 | 繼任： 現任                                                    |
| 民間全民電視公司 |                                             |                                                                |
| 前任： 田再庭    | 董事長 第三屆 2016年5月26日－2019年4月2日   | 繼任： 王明玉                                                  |